# Diklići (Višnjan)
Pour les articles homonymes, voir Diklići.
Diklići (en italien : Decli) est une localité de Croatie située en Istrie, dans la municipalité de Višnjan, dans le comitat d'Istrie. En 2001, la localité comptait 51 habitants.

## Démographie
| 1948 | 1953 | 1961 | 1971 | 1981 | 1991 | 2001 |
| ---- | ---- | ---- | ---- | ---- | ---- | ---- |
| 81   | 76   | 72   | 76   | 52   | 50   | 51   |